# Kyrszalewo
Kyrszalewo (bułg. Кършалево) – wieś w Bułgarii, w obwodzie Kiustendił, w gminie Kiustendił. Wieś opustoszała.